# Клаудіо Аквавіва
Клаудіо Аквавіва ді Арагона (італ. Claudio Acquaviva d'Aragona; 14 вересня 1543, Атрі — 31 січня 1615, Рим) — італійський єзуїт, генерал Товариства Ісуса в 1581—1615 роках.

## Життєпис
Народився в Атрі (Абруццо), походив зі старовинного неаполітанського роду Аквавіва, був дев'ятим з десяти дітей Джанантоніо Донато Аквавіва Арагонского, IX-го герцога Атрі, та Ізабелли Спінеллі. Вивчав право в університеті Перуджі, після чого став священником і служив при дворі папи Пія V.
Під впливом відомого єзуїта, генерала Товариства Ісуса Франсіско Борджа Аквавіва вступив у орден єзуїтів 22 липня 1567 року, після чого продовжив студії філософії та богослов'я, був провінціалом Неаполітанської і Римської провінцій.
На четвертій Генеральній конгрегації, після смерті Еверарда Меркуріана, Аквавіва був обраний генералом Товариства Ісуса 9 лютого 1581 року. Період його керівництва був найтривалішим (майже 34 роки) і одним з найбільш значущих в історії ордену єзуїтів: за час перебування при владі Аквавіви число членів ордену зросла з 5 тисяч до більш ніж 13 тисяч, зріс вплив і престиж ордену, незважаючи на труднощі (зокрема, конфлікт навколо вчення Луїса де Моліни).
Аквавіва надав значного імпульсу місіонерській діяльності ордену єзуїтів у Європі, Азії, Африці і Латинській Америці. Під час його керівництва активізувалися або були створені місії ордену у Великій Британії, Німеччині, Чехії, Парагваї, на Філіппінах, в Індії, Японії, Китаї і на Молуккських островах.
Аквавіва також приділяв велику увагу системі освіти єзуїтів, видавши фундаментальну працю Ratio atque Institutio Studiorum Societatis Iesu («Офіційний план освіти єзуїтів»).
Доручив Нікколо Орландіні укласти першу офіційну історію ордену єзуїтів.

## Твори
- «Ratio atque institutio studiorum per sex patres ad id iussu R.P. praepositi generalis deputatos conscripta», Romae, in Collegio Societatis Iesu, 1586 (Romae, excudebat Franciscus Zanettus, 1586);
  - інші видання:
- «Ratio atq. institutio studiorum», Romae, in Collegio Societatis Iesu, 1591 (Romae, in Collegio eiusdem Societatis, 1591);
- «Ratio atq. institutio studiorum Societatis Iesu», Neapoli, in collegio eiusdem Societatis. Ex typographia Tarquinii Longi, 1598 (Neapoli, apud Tarquinium Longhum, 1599);
- R(everendi) P(atri) Claudii Aquavivae Societatis Iesu Praepositi Generalis, «Industriae pro superioribus eiusdem Societatis: Ad curandos Animae morbos», Venetiis, Apud Ioannem Guerrilium, MDCXI.